# 6218 Mizushima
6218 Mizushima (1977 EG7) là một tiểu hành tinh vành đai chính được phát hiện ngày 12 tháng 3 năm 1977 bởi Kosai và Hurukawa ở Đài thiên văn Kiso.